# Kościół św. Stanisława w Niemirowie
Kościół świętego Stanisława – zabytkowy rzymskokatolicki kościół parafialny należący do dekanatu Siemiatycze diecezji drohiczyńskiej.
Obecna, murowana świątynia została wzniesiona w latach 1780-1791, dzięki staraniom Fryderyka Michała księcia Czartoryskiego (1696-1775), kanclerza Wielkiego Księstwa Litewskiego (1752-1775), zapewne według projektu architekta Jana Samuela Beckera. Po śmierci księcia Fryderyka Michała prace budowlane kontynuowała jego małżonka Eleonora Monika z Waldsteinów Czartoryska (1712-1795) i bratanek Adam Kazimierz książę Czartoryski (1734-1823), generał ziem podolskich (od 1758) marszałek sejmu konwokacyjnego (1764).
W ramach represji po powstaniu styczniowym – z rozkazu (nr 12420/1866) Konstantego von Kaufmana (1818-1882), generał-gubernatora grodzieńskiego i wileńskiego (1865-1866) – w dniu 17 września 1866 roku świątynia została zamknięta na okres czterdziestu lat. Dobra kościelne zostały przejęte przez cerkiew prawosławną, natomiast wierni zostali zmuszeni do uczęszczania na nabożeństwa do Wysokiego Litewskiego. Dopiero po wydaniu carskiego ukazu tolerancyjnego z dnia 30 kwietnia 1905 roku, na rozkaz cara z dnia 11 listopada 1905 roku świątynia została zwrócona wiernym w dniu 13 grudnia 1905 roku. Jego restauracją zajął się z wielkim zaangażowaniem ks. Bolesław Teżyk (1880-ok. 1928), ówczesny proboszcz w Niemirowie (1907-1911). Po wstępnym odnowieniu kościoła pierwsza msza została odprawiona w dniu 27 grudnia 1905 roku przez księdza Antoniego Kaczyńskiego (1871-1947), proboszcza z Wysokiego Litewskiego i dziekana brzeskiego (od 1904). Późniejsze prace budowlane były prowadzone w latach 1907-1911 pod kierownictwem wspomnianego wyżej księdza Bolesława Teżyka.
Podczas przechodzenia frontu w czasie I wojny światowej świątynia została zamieniona na prowizoryczny lazaret. Z kolei podczas II wojny światowej, po utworzeniu przez władze sowieckie strefy nadgranicznej („połosy”) świątynia została zamknięta dla wiernych od 10 kwietnia 1940 roku do 22 czerwca 1941 roku i mocno zdewastowana. Podczas cofania się frontu niemieckiego w dniu 28 lipca 1944 roku świątynia została zaminowana. Od wysadzenia została uratowana przez, zatrudnionego przy zaminowywaniu, Stanisława Szymańskiego, który w dniu 30 lipca poprzecinał kable. W dniu 8 października 2009 roku ksiądz biskup Antoni Dydycz – w obecności księdza biskupa Stanisława Padewskiego z diecezji Charkowa-Zaporoża na Ukrainie – dokonał uroczystego poświęcenia, czyli konsekracji nowego ołtarza soborowego, umieszczając w nim relikwie: św. Ojca Pio, bł. o. Honorata Koźmińskiego, bł. o. Marka z Aviano, bł. ks. Antoniego Beszty-Borowskiego, bł. br. Bernarda z Offidy oraz bł. Florydy Cevoli. Marmurowy ołtarz został wykonany w 2009 roku według projektu białostockiej architekt Krystyny Zawadzkiej – dzięki staraniom księdza mgr. Zbigniewa Domirskiego, proboszcza w Niemirowie w latach 2003-2010.